# Прециозност
Прециозност (лат. preciositas: драгоценост) je најпре, француски књижевни и културни правац који је настао почетком 17. века, инспирисан петраркизмом и средњевековном француском куртоазном књижевношћу и друштвеним идеалом. У ширем смислу се користи да означи известан идеал понашања који карактеришу тежње ка елеганцији, отмености, добром укусу, префињеном и истанчаном изразу. Прециозе имају велики значај и удео у обогаћивању француског језика захваљујући бројним перифразама које су редовно користиле (неке се употребљавају и данас), а заслужне су, између осталог, и за продор феминистичких идеја и формулисање првих феминистичких захтева у Француској.

## Салони
Отмене даме 17. века, прециозе, у својим салонима угошћавају уметнике, мислиоце, учењаке и дискутују о филозофским и књижевним темама. Салони су веома важна тековина из времена прециоза која ће опстати у Француској и до Просветитељства. У салонима се негује монденски живот и истанчаност која је последица прециозног духа, једној од две водеће струје у француској књижевности. Противи се у потпуности галском духу, који негују француски фаблиои, a који не бежи од стварности, те се одликује: непосредношћу, једноставним хумором, отвореношћу, уживањем у свему овоземаљском. Прециозна жеља за отменошћу и елеганцијом, па и институализовањем уметности и образовања, води порекло из незадовољства политичким животом, прецизније, грубошћу која влада на двору Анрија IV. Чувени салони су салон Мадам де Лафајет, Маркизе де Рамбује и Мадлене де Скидери.

## Писци и књижевне врсте
Жанрови су кратки и прилагођени читању у салонима, то су тзв. монденски жанрови: писма, портрети, а негују се и кратке поетске форме, попут сонета, мадригала и епиграма. Могу се издвојити писци: Венсан Воатир и Мадлена де Скидери.

## Тематика, стил и вокабулар

### Тематика
Тематика је љубавна; пишу о платонској љубави која почива на поштовању и идеализацији.

### Стил
Стил је крут, усиљен, снобовски, настоје да избаце из употребе све вулгарне или недостојне изразе, који нису нужно недостојни у модерном схватању. Стављају у опозицију тзв. племените речи и недостојне речи, користећи бројне перифразе, којима мењају уобичајене речи и изразе: le mirroir - "le conseiller des grâces" (огледало - саветник грација), la fenêtre - "la porte du  jour" (прозор - врата дана).

### Вокабулар
Међутим, у француски језик су увеле речи, тада неологизме, које су данас редовно присутне у језику:
féliciter v. (честитати), obscénité (бестидност, бесрамност), којој се Молијер руга у својој комедији: Школа за жене., anonyme adj. (анониман) и многе друге. Такође, поједноставиле су писање бројних речи: autheurs постају auteurs (аутори); respondre постаје répondre (одговорити) итд. Молијер је посветио и читаву једну комедију исмејавању прециоза, њиховом реторичном језику и култивисаном понашању, у питању је дело: Смешне прециозе, 1659. (фр. Les Précieuses ridicules, 1659.).

## Феминизам прециоза[6]
Прециозе су зачетнице феминистичких идеја. Салонска књижевност на народном језику, супротставља се колежима, где се и даље инсистира на латинском као језику образовања и књижевности. Популаризују културу међу женама, којима она пре тога није била широко доступна, прве дискутују о разводу и инсистирају да жена сама бира свог супруга.